# Cleonymia chabordis
Cleonymia chabordis là một loài bướm đêm thuộc họ Noctuidae. Nó được tìm thấy ở Bắc Phi, Cận Đông và Trung Đông, bán đảo Ả Rập, Iran, Jordan vàIsrael.
Con trưởng thành bay từ tháng 1 đến tháng 4. Chúng đẻ một lứa một năm.